# Migliori prestazioni europee nella mezza maratona
La lista delle migliori prestazioni europee nella mezza maratona, aggiornata periodicamente dalla World Athletics, raccoglie i migliori risultati di tutti i tempi degli atleti europei nella specialità della mezza maratona.

## Maschili

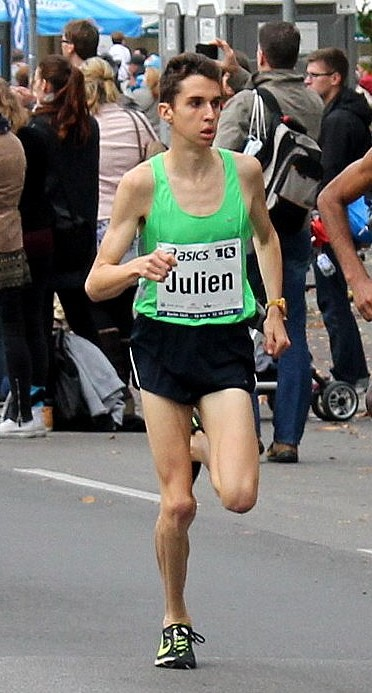
Julien Wanders, primatista europeo della mezza maratona

Statistiche aggiornate al 30 aprile 2023.
|     | Tempo    | Atleta               | Luogo         | Data              |
| --- | -------- | -------------------- | ------------- | ----------------- |
| 1.  | 59'13"   | Julien Wanders       | Ras al-Khaima | 8 febbraio 2019   |
| 2.  | 59'26"   | Yemaneberhan Crippa  | Napoli        | 27 febbraio 2022  |
| 3.  | 59'32"   | Mo Farah             | Lisbona       | 22 marzo 2015     |
| 4.  | 59'40"   | Morhad Amdouni       | Gdynia        | 17 ottobre 2020   |
| 5.  | 59'48"   | Sondre Nordstad Moen | Valencia      | 22 ottobre 2017   |
| 5.  | 59'48"   | Kaan Kigen Özbilen   | Ras al-Khaima | 8 febbraio 2019   |
| 7.  | 59'51"   | Bashir Abdi          | Gand          | 12 marzo 2023     |
| 8.  | 59'52"   | Fabián Roncero       | Berlino       | 1º aprile 2001    |
| 9.  | 59'53"   | Tadesse Abraham      | Copenaghen    | 18 settembre 2022 |
| 10. | 1h00'00" | Callum Hawkins       | Marugame      | 5 febbraio 2017   |

## Femminili

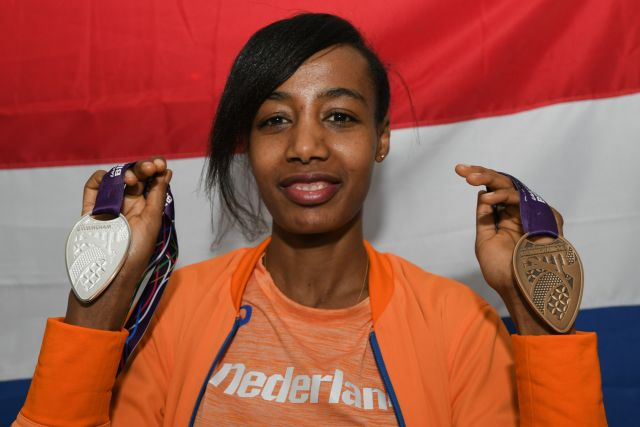
Sifan Hassan, detentrice del record europeo della mezza maratona

Statistiche aggiornate al 2 aprile 2023.
|     | Tempo    | Atleta                  | Luogo         | Data              |
| --- | -------- | ----------------------- | ------------- | ----------------- |
| 1.  | 1h05'15" | Sifan Hassan            | Copenaghen    | 16 settembre 2018 |
| 2.  | 1h05'18" | Melat Kejeta            | Gdynia        | 17 ottobre 2020   |
| 3.  | 1h05'41" | Konstanze Klosterhalfen | Valencia      | 23 ottobre 2022   |
| 4.  | 1h05'43" | Eilish McColgan         | Berlino       | 2 aprile 2023     |
| 5.  | 1h06'09" | Lonah Chemtai Salpeter  | Praga         | 6 aprile 2019     |
| 6.  | 1h06'20" | Yasemin Can             | Gdynia        | 17 ottobre 2020   |
| 7.  | 1h06'25" | Lornah Kiplagat         | Udine         | 14 ottobre 2007   |
| 8.  | 1h06'40" | Ingrid Kristiansen      | Sandnes       | 5 aprile 1987     |
| 9.  | 1h06'47" | Paula Radcliffe         | Bristol       | 7 ottobre 2001    |
| 10. | 1h07'07" | Elvan Abeylegesse       | Ras al-Khaima | 19 febbraio 2010  |